# Eun Ji-won
Eun Ji-won (em coreano:  은지원; nascido em 8 de junho de 1978) é um rapper, compositor, apresentador e ator sul-coreano, membro do boy group Sechs Kies. Após a dissolução do grupo em 2000, Eun prosseguiu em carreira solo em 2001, com o lançamento de seu primeiro single "A-Ha" e concentrou-se principalmente no gênero hip-hop desde então. Além de sua carreira musical, ele também atua como ator, tendo seu papel mais notável no drama coreano Reply 1997 (2012) e integrando o elenco de programas como 2 Days & 1 Night (2007-2012) e New Journey to the West (2015-atualmente), dentre outros. 
Em 2016, Eun assinou contrato com a YG Entertainment e reuniu-se novamente com os integrantes do Sechs Kies.

## Biografia
Eun nasceu em 8 de junho de 1978, sua mãe foi uma cantora e fez parte do grupo feminino Lily Sisters. Ele foi educado na escola Hawaiian Mission Academy, localizada no Havaí, Estados Unidos, onde frequentou dos 9 aos 12 anos. Eun era colega de escola de Kang Sung-hoon, que mais tarde também tornou-se membro do grupo Sechs Kies. Seu tio avô é o ex-presidente Park Chung-hee e sua tia paterna é a ex-presidente Park Geun-hye que sofreu um processo de impeachment aprovado em 2017.

## Carreira

### 1997–2000: Sechs Kies
Eun Ji-won e Kang Sung-hoon foram descobertos pelo presidente da Daesung Entertainment, Lee Ho Yeon, que estava de férias no Havaí. Lee formou o Sechs Kies, um grupo masculino de seis membros no qual Eun tornou-se o líder, rapper principal e sub-vocalista.
O grupo estreou em 1997 e se separou em 2000. Eun descreveu seu tempo com o grupo como cansativo, recordando que os membros voltavam para a casa de seus pais para fugir do cronograma exaustivo e que a gravadora planejava muitas de suas aparições na mídia sem consultar os membros. Durante esse período, a popularidade do grupo era bastante similar à de H.O.T. Em 18 de maio de 2000, o Sechs Kies anunciou o encerramento de suas atividades e cada membro seguiu em caminhos diferentes. 
Embora o Sechs Kies tenha se dissolvido em 2000, Eun apresentou-se com J-walk, uma dupla formada pelos ex-membros do Sechs Kies, Kim Jae-duck e Jang Su-won em 2002. Em 2007, eles estiveram juntos novamente em programas como Yoon Do Hyun's Love Letter e Music Bank, ambos da KBS. Em 2 de março de 2008 Eun e J-Walk cantaram a canção "Couple" no casamento de Lee Soo-geun, e ele ainda foi destaque na faixa-título do terceiro álbum da dupla, My Love, bem como em seu vídeo musical.  

### 2000-2010: Estreia solo, programas de televisão e GYM Entertainment
Após o Sechs Kies dissolver-se, Eun iniciou sua carreira como solista ainda em 2000, com o lançamento de um extended play (EP), que incluiu o single "A-Ha" em 27 de outubro. Posteriormente, ele lançou seu primeiro álbum de estúdio, G Pop, com todas as canções escritas pelo mesmo em 29 de março de 2001. Com o sucesso de seu primeiro álbum, Eun refinou seu estilo e experimentação em sua música com seu segundo álbum, Heavy G.
Em 2003, assinou contrato com a Waltz Music Entertainment. Seu terceiro álbum de nome Drunk on Hip Hop, foi lançado em 6 de setembro do mesmo ano, contendo o single "Drunk on Melody", que o levou a vencer os prêmios de hip hop do SBS Gayo Awards e KMTV Korean Music Awards. Em 2004, Eun estrelou o filme de comédia romântica Marrying High-School Girl (여고생 시집가기) com Lim Eun-kyung, que foi lançado em 23 de dezembro. Em meados de 2006, realizou uma pausa na indústria do entretenimento, porém fez uma aparição em um concerto do grupo The Movement (무브먼트) (um grupo de rappers e artistas de hip-hop da Coreia do Sul) em 13 de maio.
Durante o ano de 2007, Eun retornou com uma série de atividades, seu single de hip hop latino  "Adios", foi lançado e incluído como uma versão instrumental no álbum Love, Death, Introspection (사랑 死랑 思랑), lançado em 30 de outubro. Ele também tornou-se parte do elenco do programa de variedades 1 Night 2 Days da KBS e substituiu Kim Jong Min no programa Come To Play (놀러와) da MBC, que o deixou a fim de cumprir seu serviço militar. Além disso, Eun fez parte do elenco do programa Jihwaza (작렬! 정신통일) da SBS, antes do mesmo ser cancelado em setembro do mesmo ano.  
Em 2008, Eun colaborou na canção "Fox" do EP de estreia de Moon Ji-eun da Starship Entertainment. No mês de junho, ele colaborou com a dupla J-Walk na canção "My Love". Mais tarde naquele ano, Eun lançou G Code. Seu single foi "Dangerous", uma versão da canção de mesmo nome de Kardinal Offishall com a participação de Akon. No início do ano de 2009, Eun deixou a CH Entertainment e abriu a sua própria agência, a GYM Entertainment. Seu primeiro artista a ser lançado foi a cantora e rapper Gilme. Eun fez uma participação em sua canção de estreia, "Love Cuts", além de apresentar-se com ela. Além disso, seu quinto álbum de estúdio Platonic, foi lançado com a faixa-título "Siren" e em conjunto pela GYM Entertainment e Starship Entertainment.

### 2011–2016: Projeto Clover, HotSechgodRG e retorno de Sechs Kies

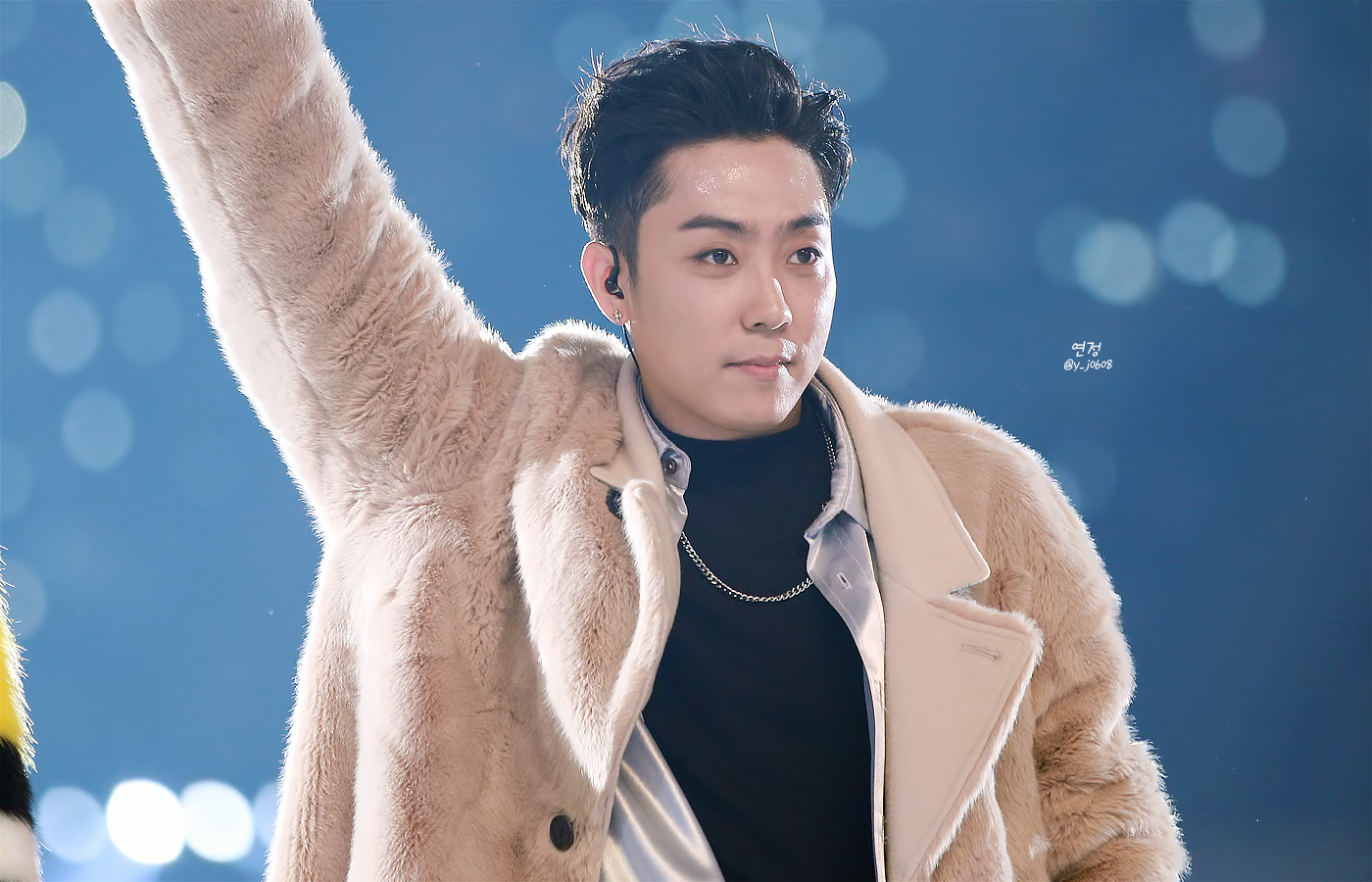
Eun Ji-won no Melon Music Awards de 2016.

Em 31 de março de 2011, Eun juntamente com Gilme e Mr. Tyfoon formaram o grupo Clover, que recebeu destaque como o novo grupo de Eun Ji-won após 10 anos desde a dissolução do Sechs Kies. Seu EP Classic Over conteve o single "La Vida Loca", que atingiu o topo da parada do Cyworld mesmo após duas semanas de seu lançamento. Em 29 de setembro foi lançado o single digital "A Guy Who I Know (아는 오빠)". Em janeiro de 2012, Clover venceu o prêmio de Hip-Hop/Rap do Seoul Music Awards. Mais tarde lançaram mais dois singles digitais: "Pork Soup (돼지국밥)" em 14 de agosto de 2012 e  "Trickling (주르륵)" em 18 de novembro de 2013.
Em 2013, Eun juntamente com Chun Myung-hoon do NRG, Tony An e Moon Hee-joon do H.O.T. e Danny Ahn do g.o.d estrelou um novo programa da QTV chamado  Handsome Boys of the 20th Century, com o intuito de se iniciar uma versão em reality show do drama Reply 1997, do qual Eun foi integrante do elenco. Os cinco membros apelidaram-se de HotSechgodRG, uma fusão dos nomes de seus respectivos grupos masculinos, pertencentes a primeira geração de ídolos coreanos. O programa obteve uma recepção positiva levando ao HotSechgodRG a aparecer em outros programas como Immortal Songs: Singing the Legend, Happy Together e Hwasin – Controller of the Heart (화신). Em maio de 2014, foi anunciado que HotSechgodRG iria retornar através de um novo programa, Moon Hee-joon, Eun Ji-won, Danny Ahn e Chun Myung Hoon, estrelaram o programa W.I.S.H. "(Where is My Super Hero?)", que foi exibido de 19 de julho a 9 de agosto de 2014 na Onstyle.
Em 2016, Eun reuniu-se com os membros do Sechs Kies para uma participação no programa de variedades Infinite Challenge (com exceção de Ko Ji-yong) e assinou junto com os membros, um contrato com a YG Entertainment. O grupo realizou uma apresentação de retorno em 10 e 11 de setembro no Olympic Gymnastics Arena em Seul. Em 19 de agosto, Eun juntou-se ao elenco do programa Flower Crew, juntamente com seu companheiro de Sechs Kies, Lee Jai-jin. Entretanto, ambos deixaram o programa para se concentrarem nas atividades promocionais do grupo, que foram realizados através de concertos durante o restante do ano. 

### 2017–presente:The Dynamic Duoe atividades no Japão

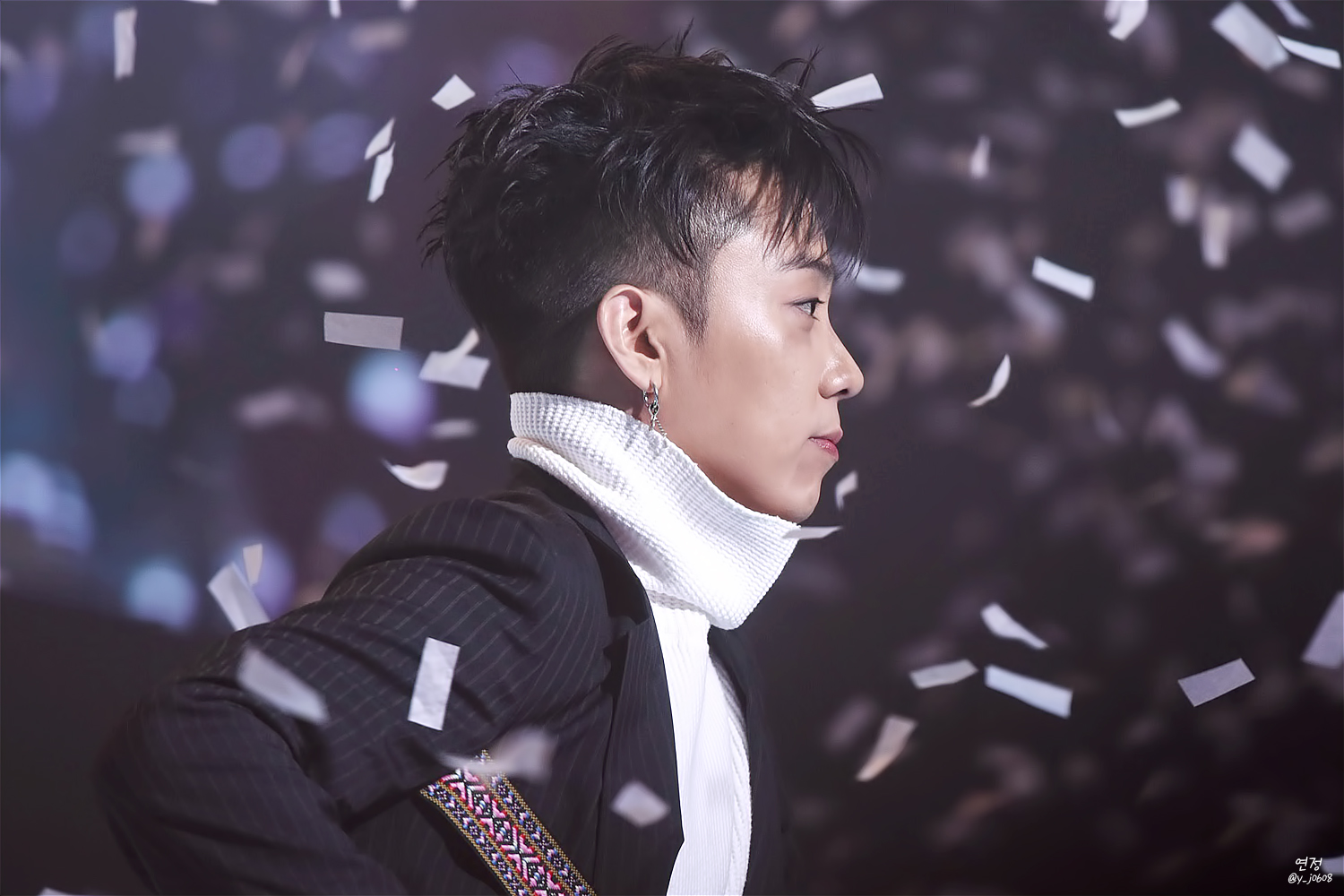
Eun Ji-won no Seoul Music Awards de 2017.

Em 16 de fevereiro de 2017, a TvN anunciou que Eun se juntaria ao elenco de seu novo programa The Dynamic Duo. Em 18 de março, ele reabriu seu fã-clube oficial de nome 1KYNE e dez dias depois, o mesmo foi aberto oficialmente para inscrições. Mais de trinta mil pessoas tentaram acessar o website, causando problemas de tráfego. Em abril, Eun juntou-se ao Sechs Kies para a promoção de seu álbum de compilação The 20th Anniversary, em comemoração ao aniversário de vinte anos do grupo'. No mesmo mês, ele lançou também a canção "Love Song" como parte da trilha sonora do drama da OCN, My Secret Romance. Em maio a YG Entertainment anunciou, que o Sechs Kies realizariam sua estreia no mercado de música japonês, com o lançamento de The 20th Anniversary no país no mês de julho. Em 16 de agosto, a agência também anunciou que Eun havia assinado oficialmente um contrato individual com a mesma.

## Discografia
| - 2001: G Pop - 2002: Money - 2003: Eun Ji-won Best - 2003: Drunken in Hip Hop - 2003: G1-03 (Repackage) - 2005: The 2nd Round - 2009: Platonic - 2015: Trauma (EP) - 2000: G - 2007: 사랑 死랑 思랑 (Love, Death, Introspection) - 2008: G Code | - 2011: Classic Over (EP) - 2011: A Guy Who I Know (아는 오빠) - 2012: Pork Soup (돼지 국밥) - 2013: Trickling (주르륵) |

## Filmografia

### Filmes
| Ano  | Título                      | Papel           |
| ---- | --------------------------- | --------------- |
| 1998 | Seventeen                   | Kim Joon Tae    |
| 2004 | Marrying a High-School Girl | Park Ondal      |
| 2009 | The Missing Lynx            | Lynx (dublagem) |

### Dramas de televisão
| Ano  | Canal | Título                               | Papel        | Notas             |
| ---- | ----- | ------------------------------------ | ------------ | ----------------- |
| 2001 | MBC   | Nonstop                              | Eun Ji-won   | Aparição especial |
| 2002 | MBC   | Nonstop                              | Eun Ji-won   | Aparição especial |
| 2003 | MBC   | Nonstop                              | Eun Ji-won   | Aparição especial |
| 2007 | MBC   | New Heart                            | New Resident | Participação      |
| 2012 | tvN   | Reply 1997                           | Do Hak Chan  |                   |
| 2013 | tvN   | Reply 1994                           | Do Hak Chan  | Participação      |
| 2016 | JTBC  | My Wife's Having an Affair this Week |              | Participação      |

### Apresentação
| Ano       | Canal | Programa                                                            | Parceria                            |
| --------- | ----- | ------------------------------------------------------------------- | ----------------------------------- |
| 2008-2009 | SBS   | Inkigayo                                                            | Huh E-jae                           |
| 2009      | MBC   | Lord of the Rings (반지의 제왕)                                     | Lee Soo-geun, Marco                 |
| 2010      | KBS   | Idol League                                                         | Moon Hee-joon                       |
| 2012      | tvN   | Three Idiots (세 얼간이)                                            | Lee Soo-geun, Kim Jong-min          |
| 2012      | Mnet  | Show Me the Money, Season 1                                         |                                     |
| 2013      | Mnet  | Show Me the Money, Season 2                                         |                                     |
| 2013      | QTV   | Handsome Boys Communication - EunHee Clinic (미소년통신-은희상담소) | Moon Hee-joon                       |
| 2013      | KBS   | Immortal Songs 2                                                    | Moon Hee-joon                       |
| 2013      | KBS   | Vitamin                                                             | Lee Hwi-jae, Park Eun Young         |
| 2014      | JTBC  | Same Age (동갑내기)                                                 | Kim Gu-ra, Moon Hee-joon, Brian Joo |

### Vídeo musicais
| Ano  | Título                             | Notas                   |
| ---- | ---------------------------------- | ----------------------- |
| 2001 | MurMur (내게 오는 길)              |                         |
| 2003 | Drunken in Melody (만취 In Melody) |                         |
| 2005 | All Famy/Owl (올빼미)              |                         |
| 2005 | Love Theory                        |                         |
| 2007 | Adios                              | estrelando Mr.Tyfoon    |
| 2008 | Dangerous                          |                         |
| 2009 | Siren                              | estrelando Mr.Tyfoon    |
| 2010 | While Buzzed (술김에)              |                         |
| 2015 | What U Are                         | estrelando Gilme        |
| 2015 | Trauma (트라우마)                  | estrelando Kim Hee-jung |

| Ano  | Título                       |
| ---- | ---------------------------- |
| 2011 | La Vida Loca                 |
| 2011 | A Guy Who I know (아는 오빠) |

| Ano  | Título                                    |
| ---- | ----------------------------------------- |
| 2013 | May I love you / I can do it (할 수 있어) |

### Participações em vídeos musicais
| Ano  | Título                                        | Artista      |
| ---- | --------------------------------------------- | ------------ |
| 2008 | Fox                                           | Moon Ji Eun  |
| 2008 | My Love                                       | J-Walk       |
| 2008 | Blazing Sun (불타는 태양)                     | Mr. Typhoon  |
| 2008 | Let's Go As Far As We Can ( 갈 때까지 가보자) | Lee Soo-geun |
| 2009 | Love Cuts (러브 컷츠)                         | Gilme        |
| 2009 | Beautiful Lady                                | ICON         |
| 2010 | Present (선물)                                | K.Will       |

## Prêmios e indicações
| Ano  | Premiação                | Categoria                                                             | Resultado |
| ---- | ------------------------ | --------------------------------------------------------------------- | --------- |
| 2001 | SBS Gayo Daejeon         | Prêmio de Popularidade do Internauta                                  | Venceu    |
| 2003 | SBS Gayo Daejeon         | Prêmio de Hip Hop                                                     | Venceu    |
| 2003 | KMTV Korean Music Awards | Prêmio de Hip Hop                                                     | Venceu    |
| 2010 | KBS Entertainment Awards | Melhor Entertainer                                                    | Venceu    |
| 2011 | KBS Entertainment Awards | Melhor Entertainer                                                    | Indicado  |
| 2011 | KBS Entertainment Awards | Grande Prêmio (Daesang) (juntamente com os membros de 1 Night 2 Days) | Venceu    |